# Доки я не пішов
Доки я не пішов — п'ятий сингл українського гурту Друга Ріка з сьомого студійного альбому Піраміда, що вийшов 8 лютого 2018 року. Тоді ж відбулася й прем'єра відеокліпу, режисером якого виступив Сергій Скобун. 
Також композиція є саундтреком до фільму «Легенда Карпат», головну роль в якому зіграв фронтмен гурту— Валерій Харчишин. Прем'єра стрічки — в березні 2018 року  [Архівовано 9 лютого 2018 у Wayback Machine.].

## Про сингл
У смисловому та емоційному розумінні композиція є віддзеркаленням переживань та страхів гурту. Це заповіт у музичній формі— мета якого застерегти та розділити зі слухачем потаємне.
|                                 | Для мене ця пісня є закликом, аби сприймати життя таким, яким воно є. Не боятися падати, плакати, сміятися. Чим нижче впадеш, тим вище потім зможеш стрибнути. Головне знаходити в собі сили, аби зробити поштовх від землі і рухатися далі» — коментує Валерій Харчишин. |
| — Валерій Харчишин, лідер гурту | |

За словами учасників «Другої Ріки», її вони задумували як своєрідний заповіт  [Архівовано 14 лютого 2018 у Wayback Machine.]. 
|                        | Ми вже досягли певного віку, коли хочеться, щоби все те, що ти робиш, лишилося років на 100. Або бодай на 50. Дуже хочеться, аби все це були не тільки лише звуки. Дана композиція – наші особисті переживання через допущені колись помилки. Ми, звісно, не маємо на меті нікого повчати, натомість хочемо застерегти. Погляньте на нас і зробіть все краще. |
| — зазначають музиканти | |

## Список композицій
| #  | Назва             | Тривалість |
| -- | ----------------- | ---------- |
| 1. | «Доки я не пішов» | 3:33       |

## Учасники запису
Друга Ріка
- Валерій Харчишин — вокал
- Олександр Барановський — гітара
- Дорошенко Олексій — ударні
- Біліченко Сергій — гітара
- Сергій Гера (Шура) — клавішні
- Андрій Лавриненко — бас-гітара

Запрошені музиканти
- Микола Блошкін - тромбон
- Тарас Довгопол - валторна

## Чарти
| Чарт (2018)                                                | Позиція |
| ---------------------------------------------------------- | ------- |
| Rock Top 20 [Архівовано 27 грудня 2019 у Wayback Machine.] | 10      |